# Olivier Boura
Pour les articles homonymes, voir Boura.
Olivier Boura est un écrivain et essayiste français né à Marseille en 1962.

## Biographie
Il est agrégé d'histoire en 1996.
Il a obtenu en 2006 le prix Hemingway pour sa nouvelle Pasiphae.

## Œuvres
- Les Atlantides, généalogie d'un mythe - Paris, Arléa 1993
- Figures de l'Atlantide, représentations de l'Atlantide dans le roman français des années 1860-1940, in Figures n°19, Cahier du Centre de Recherche sur L'Image, le symbole, le Mythe, Université de Bourgogne, 1998
- Marseille ou la mauvaise réputation, Paris, Arléa, 1998, 182 p. (ISBN 2869593902, OCLC 39230940)[2].
- Parade, nouvelle, in L'Anacoluthe, n°8, 1999
- La nuit du Rhône, roman - Paris, Arléa 2001
- Un siècle de Goncourt[3] - Paris, Arléa 2003
- Echelle 1, note, in Soixante-Cinq Histoires de Livres -  Paris, Arléa, 2003
- Une faillite romanesque : le roman français et l'Atlantide dans la seconde moitié du vingtième siècle, in Atlantides imaginaires, réécriture d'un mythe, actes du colloque international de Cerisy-la-Salle, Paris, Michel Houdiard éditeur, 2005
- Trompettes de Jéricho, introduction aux Mémoires sur la Bastille de Simon-Henri-Nicolas Linguet - Paris, Arléa, 2006
- Le torero s'honore de la solitude, nouvelle,  in Toreo de salon, Au Diable Vauvert, 2006
- Pasiphae, nouvelle (recueil collectif), Au Diable vauvert 2007
- Un camisard et la loterie de Babylone, in Cahier Jean Carrière n°1, Pézenas, Doumens, 2007
- Jésus-Christ Matador, nouvelles - Paris, Arléa, 2009
- Gard Sauvage, photographies de Thierry Vezon, Editions du Cogard, 2011
- Chevaux Camargue, photographies de Thierry Vezon, Nîmes, Alcide, 2011
- L'éternel Marseillais, introduction à Marseille et les Marseillais de Joseph Méry, Marseille, Gaussen, 2012
- Camargue, photographies de Thierry Vezon, Nîmes, Alcide, 2012
- Petit éloge de la tour Eiffel - Paris,  Arléa 2013
- Marseille-Provence 2013, Panorama, photographies d'Olivier Amsellem, Paris, Dominique Carré Editeur, 2013
- Un caillou dans la chaussure, nouvelle, in Prix Hemingway, 10 ans !, Au Diable Vauvert, 2014
- Alchimie, photographies de Thierry Vezon, Editions Jacques Hesse, 2014
- Camargue indiscrète, photographies de Thierry Vezon, Saint-Rémy-de-Provence, Equinoxe, 2014
- Taureaux de Camargue, photographies de Thierry Vezon, Nîmes, Alcide, 2016
- Un conte d'hiver, photographies de Thierry Vezon, Editions Jacques Hesse, 2016
- Dictionnaire des écrivains marseillais, Marseille, Gaussen, 2017, 413 p. (ISBN 978-2-35698-105-9).
- Sète au simple bonheur de vivre, photographies de Christian Cayssiols, Nîmes, Alcide, 2017
- Tauromachie, bouvine et culture dans le Gard des années 1920, in Les années folles et le Gard, Nîmes, La Fenestrelle, 2017
- Au cimetière Saint-Pierre, essai, in Les Archers, n°32, Marseille, 2018
- Camargue entre ciel et terre, photographies de Thierry Vezon, Nîmes, Alcide, 2018
- La tombe Gaussen, nouvelle, in Marseille, An 3013, Marseille, Gaussen, 2018
- Les Ruines de Marseille, in Phoenix, n° 30, Marseille, 2019
- Prolégomènes à toute bibliothèque future, nouvelle, in Il était une fois dans la bibliothèque, Marseille, Gaussen, 2019
- Un passage au nord-ouest, nouvelle, in Un voyage en hiver, photographies de Thierry Vezon, Nîmes, Alcide, 2019
- Dominique Sorrente, écrire la vie constellée, essai, in Phoenix , n°33, Marseille, 2020
- Voyages autour de nos chambres, essai, in Les Archers, n° 36/37, Marseille, 2020. Repris in Tyrannovirus, Marseille, Titanic-Toursky, 2021.
- Napoléon n'est pas mort à Sainte-Hélène, deux siècles d'uchronie, essai, Marseille, Gaussen, 2021.
- Julia, une île, roman-bouffe, Marseille, The Melmac Cat, 2021.
- Le Vampire du village, nouvelle traduite de l'anglais d'après G.K. Chesterton, in Les Archers, n° 39, Marseille, 2022.
- Les Quaëlèges, nouvelle, in Les Archers, n° 43, Marseille, 2024.
- Augusto de Angelis entre l'arbre et l'écorce, préface au Chandelier à 7 branches, roman traduit de l'italien par Romain Boura, Marseille, éditions Daventure, 2024.
- Rencontre dans la montagne, nouvelle, in Rue Saint Ambroise, n°53, Paris, 2024.
- Crivelli, nouvelle, in Phoenix, n°41, Marseille, 2025.